# Rho (stad)
De Italiaanse stad Rho is een voorstad van de metropool Milaan. De stad heeft ruim 50.000 inwoners, op een oppervlak van 22 km². Het gebied wordt doorkruist door de rivier Olona en diverse spoorwegen en snelwegen. In de jaarbeurshallen van de Fiera Milano, worden evenementen georganiseerd zoals de Expo 2015 en het langebaanschaatsen tijdens de Olympische Winterspelen 2026.

## Bezienswaardigheden
De stad heeft een klein historisch centrum met als belangrijkste kerkelijke monument de aan Maria gewijde basilica minor Santuario dell'Addolorata met klooster en tuin. Rond de stad is veel chemische industrie gevestigd en wordt er veel textiel geproduceerd. In het noorden ligt het Alfa Romeo museum.

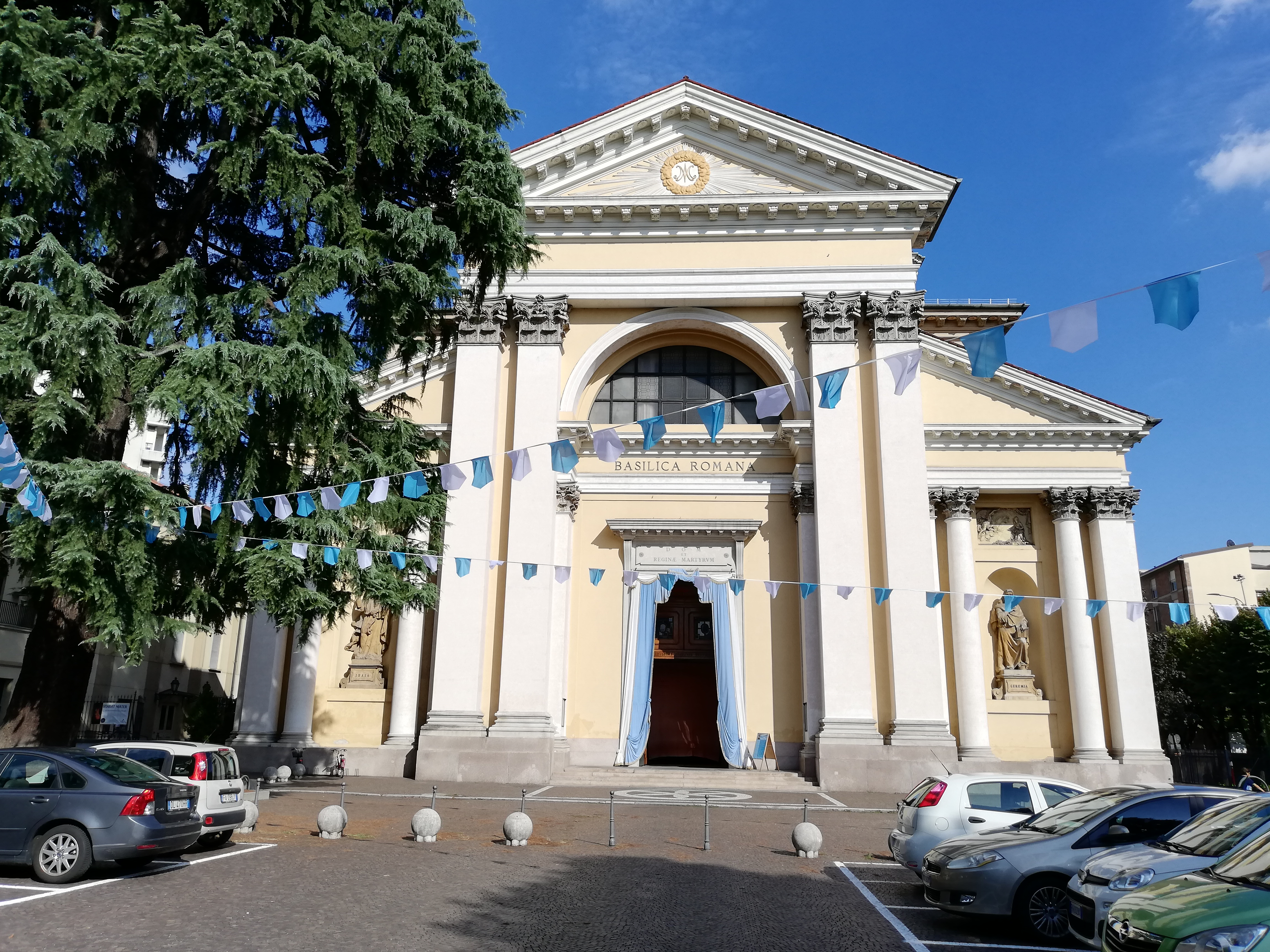
Santuario dell'Addolorata
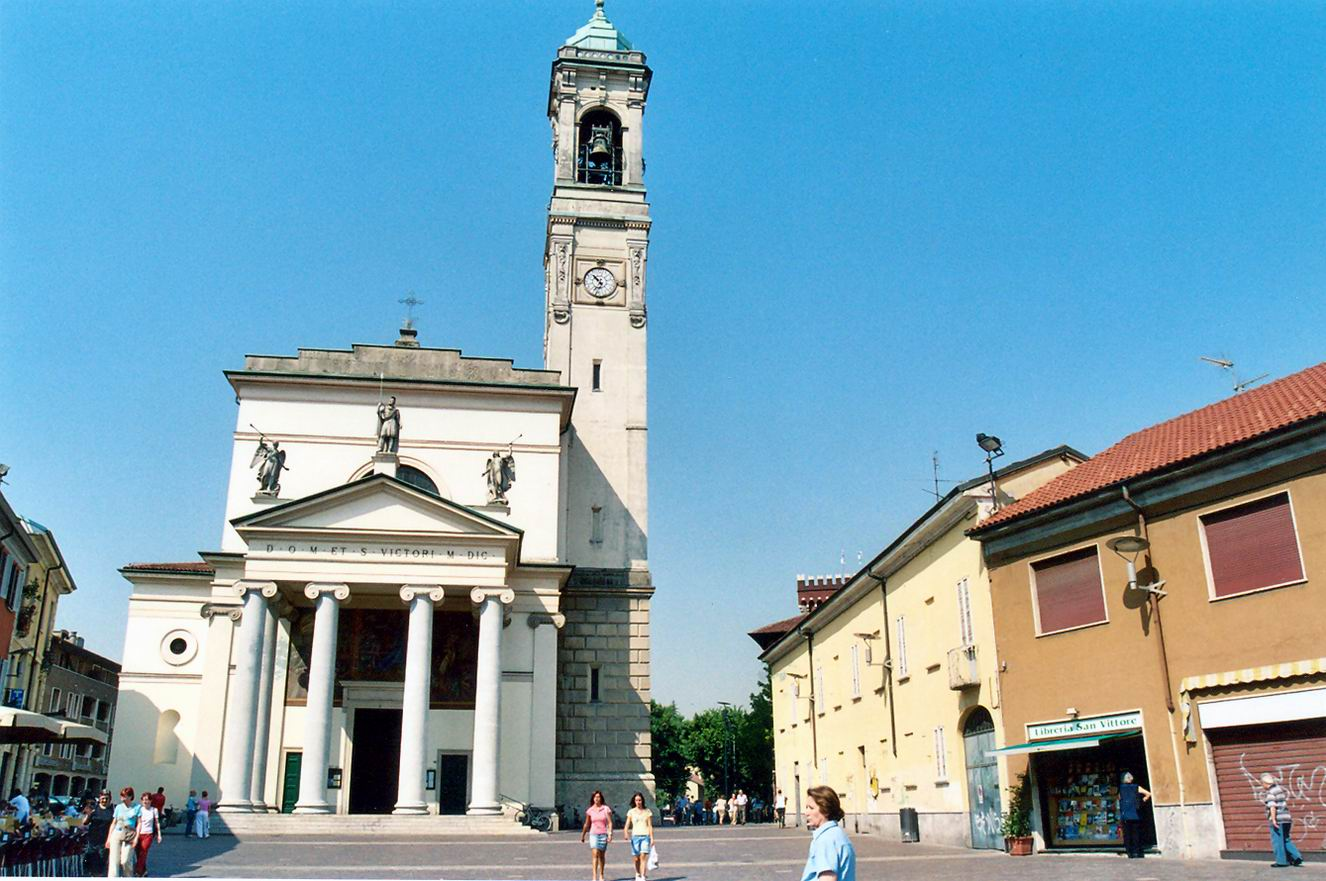
San Vittore
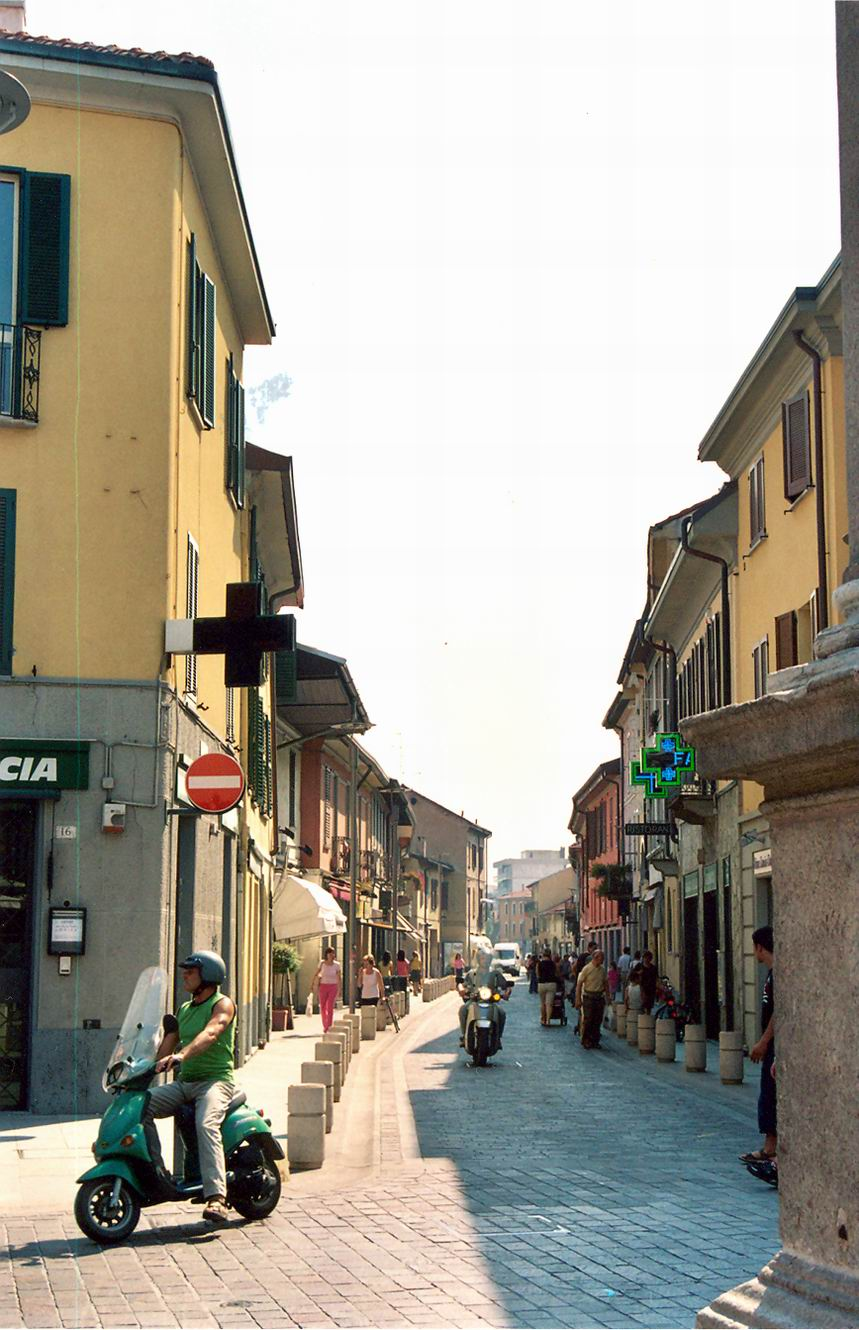
Via Giacomo Matteotti
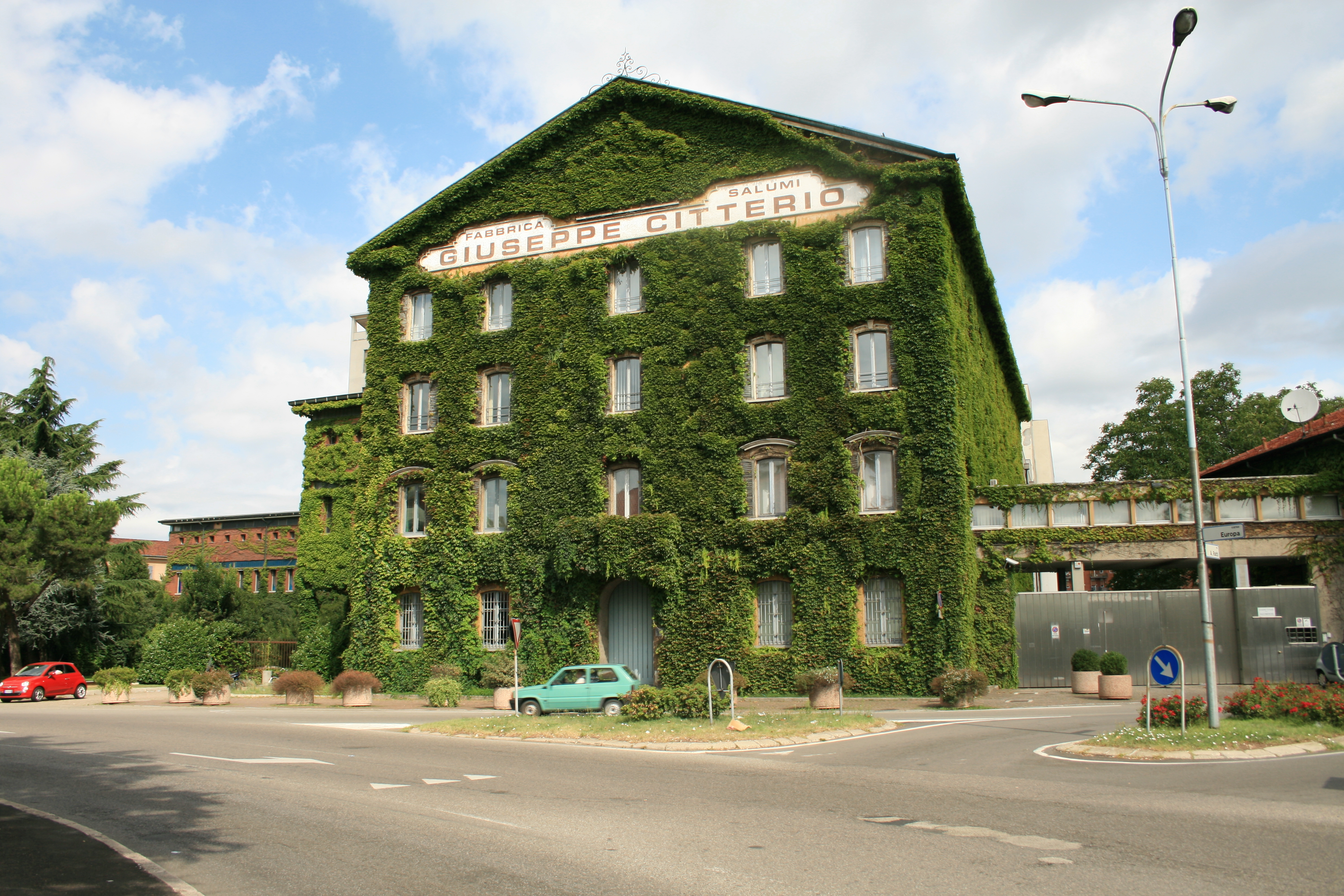
Giuseppe Citterio

## Sport
Rho was de startplaats van de wielerklassieker Milaan-Turijn in 2023 en 2024. De start vond plaats op de Piazza San Vittore in het centrum van de stad.
In 2026 is Rho een van de gastheren van de Olympische Winterspelen 2026. De Fiera Milano is de locatie van het langebaanschaatsen en een deel van het ijshockeytournooi.

## Verkeer en vervoer

### Autoverkeer
Rho ligt ingeklemd tussen de Autostrada A8/E62 (Varese - Milaan) in het Noorden en de A4/E64 (Turijn - Brescia) in het zuiden. Deze snelwegen worden verbonden door de centraal gelegen A50/E62 en de A52 in het oosten. De A52 draait vanuit het zuiden naar het noordwesten en kruist daarna de A50/E62.
De stad heeft maar liefst drie tolstations:
1. Barriera di Milano Nord voor het verkeer op de A8
2. Barriera di Terrazzano-Rho voor het verkeer op de A50
3. Barriera Milano Ghisolfa voor het verkeer op de A4

### Metro en spoorwegen
Lijn M1 van de Metro van Milaan heeft een eindhalte bij de Fiera Milano. Dit metrostation Rho Fieramilano ligt in het oosten, op vierhonderd meter afstand van het treinstation Milano Rho Fiera. Vanaf hier lopen twee spoorlijnen vanuit Milaan naar het westen: De hogesnelheidslijn naar Turijn en de reguliere lijn naar het vier kilometer verderop gelegen treinstation Rho. Daar komen de lijnen vanuit Varese/Porto Ceresio en Novara samen.

## Geboren in Rho
- Daniele Colli (1982), wielrenner
- Kevin Giovesi (1993), autocoureur
- Raoul Bellanova (2000), voetballer